# Sundby (Thisted)
Sundby is een plaats in de Deense regio Noord-Jutland, gemeente Thisted. De plaats telt 388 inwoners (2008).